# Hrčeľ
Hrčeľ (Hongaars: Gercsely) is een Slowaakse gemeente in de regio Košice, en maakt deel uit van het district Trebišov.
Hrčeľ telt 864 inwoners.